# Донник Ірина Михайлівна
Ірина Михайлівна Донник (нар. 2 червня 1955, Свердловськ) — російський вчений-ветеринар. Академік РАСГН (2010), РАН (2013), віце-президент РАН з 2017 року. У 2011—2017 роках — ректор Уральського державного аграрного університету. У 2005—2010 роках директор Уральського науково-дослідного ветеринарного інституту.

## Біографія
Народилася 2 червня 1955 року в Свердловську.
Закінчила Свердловський сільськогосподарський інститут (1978).
У 1979—1990 роках працювала викладачем, асистентом, доцентом кафедри хірургії і акушерства Свердловського СГІ.
Старший науковий співробітник (1990—1991), заступник керівника (1991—1992) Науково-виробничого протилейкозного центру «Оріон-2».
У 1993—1997 роках завідувачка відділу хронічних інфекцій Свердловської науково-дослідницької ветеринарної станції.
У 1998—2004 роках проректор з навчальної роботи Уральської державної сільськогосподарської академії.
З 2005 по 2010 роки — директор Уральського науково-дослідного ветеринарного інституту.
У 2011—2017 роках — ректор Уральського державного аграрного університету.
В 1997 році захистила докторську дисертацію, у 1999 році їй було присвоєно вчене звання професора.
У 2010 році обрана академіком РАСГН, в 2013 році обрана академіком РАН (у рамках приєднання РАСГН до РАН).
З 2017 — року віце-президент РАН з сільськогосподарських наук.
Почесний працівник вищої професійної освіти РФ (2005).

## Наукова та громадська діяльність
Видатний вчений у галузі ветеринарної екології та лейкозології.
Досягла значного прогресу у вирішенні питань профілактики та лікування хвороб тварин в екологічно неблагополучних територіях, що зазнали значного впливу від викидів промислових підприємств.
Основні напрямки наукової роботи: розробки в галузі клінічної імунології та онкології тварин, радіології та екологічного моніторингу агропромислових підприємств, спрямованих на підвищення стійкості до інфекційних та інших захворювань тварин.
Розробила методику картування сільськогосподарських угідь і технологію утримання високопродуктивної худоби в зоні з підвищеним забрудненням радіонуклідами і промисловими викидами.
Академік Російської екологічної академії, Міжнародної академії аграрної освіти та Російської академії природничих наук.
Автор понад 360 наукових праць, у тому числі 17 монографій, 20 навчальних посібників, 35 наукових рекомендацій. Має 19 патентів на винаходи.
Під її керівництвом захищено 26 кандидатських і докторських дисертацій.

## Вибрані праці
- Система ведения сельского хозяйства Свердловской области / соавт.: А. Н. Семин и др. — Екатеринбург: Изд-во Урал. ГСХА, 2000. — 492 с.
- Экология и здоровье животных / соавт. П. Н. Смирнов. — Екатеринбург, 2001. — 362 с.
- Санитарно-профилактические работы в птицеводческих хозяйствах /соавт. А. М. Смирнов; Всерос. НИИ вет. санитарии, гигиены и экологии. — Екатеринбург: Изд. дом Урал. ГСХА, 2004. — 139 с.
- Эколого-биологические особенности лошадей промышленных территорий / соавт. А. А. Пастернак. — Екатеринбург: Академкнига, 2004. — 251 с.
- Экотоксиканты в растительных и пищевых цепях. — Екатеринбург: Урал. изд-во, 2007. — 179 с.
- Руководство по лабораторной диагностике вирусных болезней животных: учеб. пособие… / соавт.: Я. Б. Бейкин и др.; Урал. н.-и. вет. ин-т и др. — М., 2008. — 857 с.
- Система обеспечения продуктивного здоровья высокопродуктивных коров в сельскохозяйственных организациях Свердловской области: науч. рекомендации / соавт.: И. А. Шкуратова и др.; Урал. н.-и. вет. ин-т. — Екатеринбург, 2008. — 124 с.
- Применение гермивита в животноводстве и ветеринарии / соавт.: И. А. Шкуратова и др. — Оренбург, 2010. — 96 с.
- Современные проблемы животноводства в условиях техногенного загрязнения экосистем на Среднем Урале: моногр. / соавт.: И. А. Шкуратова, А. Г. Исаева. — Екатеринбург: Урал. изд-во, 2011. — 103 с.
- Характеристика показателей иммунной системы и методы коррекции иммунной недостаточности у животных Уральского региона / соавт.: И. А. Шкуратова и др. — Екатеринбург: Урал. изд-во, 2012. — 127 с.
- Социально-экономическое развитие сельских территорий: учеб. пособие. — Екатеринбург: Урал. аграр. изд-во, 2013. — 430 с.
- Актуальные проблемы использования биологических ресурсов в сельском жозяйстве в условиях глобализации: моногр. / соавт.: М. И. Барашкин и др.; Урал. гос. аграр. ун-т. — Екатеринбург: УрГАУ, 2014. — 169 с.
- Окружающая среда и здоровье лошадей: моногр. / соавт. Б. А. Воронин, А. А. Пастернак; Урал. гос. аграр. ун-т. — Екатеринбург: УрГАУ, 2014. — 223 с.
- Методы лабораторной диагностики лейкоза: учеб. пособие / соавт.: О. Ю. Черных и др.;Урал. гос. аграр. ун-т и др. — Екатеринбург: УрГАУ, 2015. — 45 с.
- Новое в законодательстве о ветеринарии / соавт. Б. А. Воронин // Ветеринария. 2016. № 4. С. 7-10.
- Правовое регулирование генно-инженерной деятельности в Российской Федерации / соавт. Б. А. Воронин // Аграр. вестн. Урала. 2017. № 2. С. 20-26.